# Wealden
Wealden este un district nemetropolitan din Regatul Unit, situat în comitatul East Sussex din regiunea South East, Anglia.

## Orașe din cadrul districtului
- Crowborough
- Hailsham
- Heathfield
- Uckfield
- Wadhurst

## Alte localități
- Blackboys

1. ↑   https://ons.maps.arcgis.com/home/item.html?id=a79de233ad254a6d9f76298e666abb2b Lipsește sau este vid: |title= (ajutor)